# Переліскинський сільський округ
Перелі́скинський сільський округ (каз. Перелески ауылдық округі, рос. Перелескинский сельский округ) — адміністративна одиниця у складі Денисовського району Костанайської області Казахстану. Адміністративний центр та єдиний населений пункт — село Переліски.
Населення — 1457 осіб (2021; 1706 у 2009, 1996 у 1999, 1877 у 1989).
Станом на 1989 рік існувала Переліскинська сільська рада (село Переліски).